# Ave Sol
Ave Sol (латыш. Rīgas kamerkoris ”Ave Sol”, в пер. с латыни «Слава солнцу») — рижский камерный хор. Дирижеры, основатели и руководители хора Имантс Кокарс и Гидо Кокарс. Камерный хор «Ave Sol» основан в 1969 году. Начиная с 2000 года художественным руководителем и главным дирижером хора является Улдис Кокарс, а с 2008 года с хором работает дирижер Мартиньш Клишанс.